# Condado de Ventura
O condado de Ventura (em inglês:  Ventura County) é um dos 58 condados do estado americano da Califórnia. Foi fundado em 1 de janeiro de 1873. A sede do condado é Ventura e sua cidade mais populosa é Oxnard.

## Geografia
De acordo com o United States Census Bureau, o condado possui uma área de 5 720 km², dos quais 4 774 km² estão cobertos por terra e 946 km² por água.

## Demografia
Segundo o censo nacional de 2010, o condado possui uma população de 823 318 habitantes e uma densidade populacional de 172,5 hab/km². Possui 281 695 residências, que resulta em uma densidade de 59 residências/km².
Das 10 localidades incorporadas no condado, Oxnard é a mais populosa e também a mais densamente povoada, com 197 899 habitantes e densidade populacional de 2 841 hab/km². Ojai é a menos populosa, com 7 461 habitantes. De 2000 para 2010, a população de Oxnard cresceu 16% e a de Ojai reduziu em 5%. Apenas 4 cidades possuem população superior a 100 mil habitantes.

## Cidades
- Camarillo
- Fillmore
- Moorpark
- Ojai
- Oxnard
- Port Hueneme
- Santa Paula
- Simi Valley
- Thousand Oaks
- Ventura